# Alpinia ligulata
Alpinia ligulata är en enhjärtbladig växtart som beskrevs av Karl Moritz Schumann. Alpinia ligulata ingår i släktet Alpinia och familjen Zingiberaceae. Inga underarter finns listade i Catalogue of Life.